# Crush (álbum de Bon Jovi)
Crush es el séptimo álbum de estudio de la banda estadounidense de rock Bon Jovi. Fue publicado por Island Records el 13 de junio de 2000 y, tras cinco años desde la salida de su último trabajo, supuso un cambio tanto musical como estético para la formación, que modernizó su música y optó por un rock más contemporáneo con influencias pop, britpop y algo de glam rock.
Ha vendido ocho millones de copias a nivel mundial, además de ser número uno en las listas de nueve países y obtener múltiples discos de oro y platino, especialmente en Europa y Asia. De este disco destaca el sencillo «It's My Life», con el que Bon Jovi alcanzó la cima en las listas de diez países y logró deieciséis discos de platino. Los otros sencillos, «Say It Isn't So» y «Thank You For Loving Me», aunque obtuvieron una repercusión mucho menor, lograron un disco de oro en Australia.

## Historia
En 1999, antes de la publicación de Crush y con la producción de Bruce Fairbairn, la banda tenía listo un nuevo álbum de estudio que se iba a titular Sex Sells, pero este trabajo no contó con el visto bueno de la discográfica y jamás llegó a ser publicado, por lo que los músicos tuvieron que empezar de cero con un nuevo proyecto y un nuevo productor, Luke Ebbin, quien sustituyó al recién fallecido Bruce Fairbairn. A finales de 1999 el grupo reapareció con el videoclip «Real Live» (a excepción de David Bryan, que acababa de sufrir un accidente en el que casi pierde su mano), tema principal de la película EDtv de Ron Howard, su primer sencillo después de tres años de inactividad. Esto disparó los rumores sobre un posible nuevo álbum del cuarteto, algo que se confirmó poco tiempo después.
El 13 de junio de 2000 Bon Jovi lanzó al mercado el álbum Crush, con el que la banda volvió a experimentar una renovación tanto musical como estética respecto a la década anterior, al igual que hicieron en 1992 con Keep the Faith. En este nuevo trabajo el cuarteto mezcló canciones de rock y pop rock tomando como inspiración las baladas contemporáneas de Bryan Adams («Thank You for Loving Me»), el britpop de The Beatles («Say It Isn't So»), o el glam británico de T-Rex o David Bowie («Captain Crash and the Beauty Queen From Mars»).
Crush obtuvo un gran éxito y repercusión a nivel mundial, especialmente en Europa, donde alanzó el número uno en la lista global europea y en las de otros nueve países del continente. También cosechó un gran recibimiento en Asia: llegó al segundo puesto en Japón y logró numerosos discos de platino y de oro en lugares tan distantes como el país nipón, Corea del Sur, Hong Kong, Indonesia, India, Malasia, Filipinas, etc. Por el contrario, y al igual que ocurrió con su anterior producción (These Days), en Estados Unidos tuvo una repercusión bastante menor y tan solo alcanzó la novena posición del Billboard 200. No obstante, sí superó en ventas a su antecesor al lograr un doble platino por vender dos millones de copias. Crush recibió una nominación al Grammy en la categoría de mejor álbum de rock.
La mayor parte de este éxito se debió al sencillo «It's My Life», publicado el 15 de mayo de 2000, que cosechó un gran recibimiento en Europa llegando a la cima en las listas de diez países y también al European Hot 100 Singles, además de conseguir dieciséis discos de platino a nivel mundial (seis de ellos en Australia) y cinco de oro. Además, el sencillo fue nominado a mejor interpretación de rock de grupo o dúo en los Premios Grammy y su videoclip ganó el galardón al mejor vídeo del año en los premios VH-1. Esto supuso el mayor éxito para la banda por un sencillo desde la salida de «Always» en 1994. Sin embargo, no tuvo una buena acogida en los Estados Unidos, donde no superó el puesto 33 del Billboard Hot 100.
El 21 de julio Bon Jovi lanzó «Say It Isn't So» como segundo sencillo. Aunque se alejó mucho de la repercusión del primero, llegó a entrar al top 10 en el Reino Unido y en Australia, y logró un disco de oro en el país oceánico. El vídeo de esta canción fue rodado en Hollywood y en él que aparecen actores famosos como Arnold Schwarzenegger, Claudia Schiffer, Emilio Estévez y Matt LeBlanc. El último sencillo fue la balada «Thank You for Loving Me», sacado al mercado el 6 de noviembre, el cual alcanzó el sexto puesto en la lista de Portugal y el decimosegundo en el UK Singles Chart, además de hacerse con un disco de oro en Australia.

## Lista de canciones
| N.º   | Título                                       | Escritor(es)                                | Duración |  |
| 1.    | «It's My Life»                               | Jon Bon Jovi, Richie Sambora, Max Martin    | 3:44     |  |
| 2.    | «Say It Isn't So»                            | Bon Jovi, Billy Falcon                      | 3:33     |  |
| 3.    | «Thank You for Loving Me»                    | Bon Jovi, Sambora                           | 5:09     |  |
| 4.    | «Two Story Town»                             | Bon Jovi, Sambora, Dean Grakal, Mark Hudson | 5:10     |  |
| 5.    | «Next 100 Years»                             | Bon Jovi, Sambora                           | 6:19     |  |
| 6.    | «Just Older»                                 | Bon Jovi, Falcon                            | 4:29     |  |
| 7.    | «Mystery Train»                              | Bon Jovi, Falcon                            | 5:14     |  |
| 8.    | «Save the World»                             | Bon Jovi                                    | 5:31     |  |
| 9.    | «Captain Crash & The Beauty Queen from Mars» | Bon Jovi, Sambora                           | 4:31     |  |
| 10.   | «She's a Mystery»                            | Bon Jovi, Peter Stuart, Greg Wells          | 5:18     |  |
| 11.   | «I Got the Girl»                             | Bon Jovi                                    | 4:36     |  |
| 12.   | «One Wild Night»                             | Bon Jovi, Sambora, Desmond Child            | 4:18     |  |
| 57:40 |                                              |                                             |          |  |

| Edición original europea |                                           |                           |          |  |
| N.º                      | Título                                    | Escritor(es)              | Duración |  |
| 13.                      | «I Could Make a Living Out of Lovin' You» | Bon Jovi, Sambora, Falcon | 4:39     |  |
| 61:14                    |                                           |                           |          |  |

| Edición original de Australasia |                                           |                           |          |  |
| N.º                             | Título                                    | Escritor(es)              | Duración |  |
| 13.                             | «I Could Make a Living Out of Lovin' You» | Bon Jovi, Sambora, Falcon | 4:39     |  |
| 14.                             | «Neurotica»                               | Bon Jovi, Sambora         | 4:33     |  |
| 66:37                           |                                           |                           |          |  |

| Edición especial japonesa (disco 2): Live from Osaka |                                                             |          |  |
| N.º                                                  | Título                                                      | Duración |  |
| 1.                                                   | «Runaway» (Versión lenta en vivo)                           | 5:46     |  |
| 2.                                                   | «Mystery Train» (En vivo)                                   | 5:36     |  |
| 3.                                                   | «Rockin' in the Free World» (Versión de Neil Young en vivo) | 5:50     |  |
| 4.                                                   | «Just Older» (En vivo)                                      | 5:20     |  |
| 5.                                                   | «It's My Life» (En vivo)                                    | 3:50     |  |
| 6.                                                   | «Someday I'll Be Saturday Night» (En vivo)                  | 8:31     |  |

| Edición especial de 2010 |                                                        |          |  |
| N.º                      | Título                                                 | Duración |  |
| 13.                      | «It's My Life» (En vivo)                               | 3:57     |  |
| 14.                      | «Just Older» (En vivo)                                 | 5:29     |  |
| 15.                      | «Captain Crash & the Beauty Queen From Mars» (En vivo) | 5:18     |  |

| Lados B y canciones no incluidas | |                                |          |  |
| N.º                              | Título | Escritor(es)                   | Duración |  |
| 1.                               | «Ain't No Cure For Love» (Lado B del sencillo «Say It Isn't So»)                                                                |                                | 4:47     |  |
| 2.                               | «Do It To Ya» (Descarte de Crush)                                                                                               |                                | 3:49     |  |
| 3.                               | «Garageland» (Descarte de Crush, incluido en la caja recopilatoria 100M Bon Jovi Fans Can't Be Wrong.)                          | Bon Jovi, Sambora              | 3:27     |  |
| 4.                               | «Gimme Some» (Descarte de Crush)                                                                                                |                                | 4:12     |  |
| 5.                               | «Good Ain't, Good Enough» (Descarte de Crush)                                                                                   |                                |          |  |
| 6.                               | «Hush» (Lado B del sencillo «It's My Life»)                                                                                     |                                | 3:48     |  |
| 7.                               | «I Don't Want To Live Forever» (Lado B del sencillo «It's My Life»)                                                             |                                | 4:43     |  |
| 8.                               | «Kidnap An Angel» (Descarte de Crush, incluido en la caja recopilatoria 100M Bon Jovi Fans Can't Be Wrong.)                     | Bon Jovi, Billy Falcon         | 5:56     |  |
| 9.                               | «Ordinary People» (Lado B del sencillo «Say It Isn't So», incluido en la caja recopilatoria 100M Bon Jovi Fans Can't Be Wrong.) | David Bryan, Bon Jovi, Sambora | 4:00     |  |
| 10.                              | «Stay» (Lado B del sencillo «Say It Isn't So»)                                                                                  |                                | 4:05     |  |
| 11.                              | «Temptation» (Lado B del sencillo «It's My Life», incluido en la caja recopilatoria 100M Bon Jovi Fans Can't Be Wrong.)         | Bon Jovi                       | 3:47     |  |
| 12.                              | «Welcome To The Good Times» (Lado B del sencillo «Say It Isn't So»)                                                             |                                | 4:16     |  |
| 13.                              | «You Can't Lose At Love» (Lado B del sencillo «It's My Life»)                                                                   |                                | 3:48     |  |

## Posicionamiento en listas
| Lista (2000)                     | Posición |
| -------------------------------- | -------- |
| Alemania (GfK Entertainment)     | 1        |
| Argentina (CAPIF)                | 3        |
| Australia (ARIA)                 | 1        |
| Austria (Ö3 Austria Top 40)      | 1        |
| Bélgica (Ultratop Flandes)       | 1        |
| Bélgica (Ultratop Valonia)       | 4        |
| Canadá (Canadian RPM 100 Albums) | 4        |
| Dinamarca (Hitlisten)            | 3        |
| España (AFYVE)                   | 2        |
| Estados Unidos (Billboard 200)   | 9        |
| Europa (European Top 100 Albums) | 1        |
| Finlandia (SVL)                  | 1        |
| Francia (SNEP)                   | 6        |
| Hungría (MAHASZ)                 | 3        |
| Irlanda (Irish Albums Chart)     | 3        |
| Italia (FIMI)                    | 1        |
| Japón (Oricon Albums Chart)      | 2        |
| Noruega (VG-lista)               | 4        |
| Nueva Zelanda (RIANZ)            | 23       |
| Países Bajos (Dutch Charts)      | 1        |
| Portugal (AFP)                   | 3        |
| Reino Unido (UK Albums Chart)    | 1        |
| Suecia (Sverigetopplistan)       | 2        |
| Suiza (Schweizer Hitparade)      | 1        |

| Lista (2000)                     | Posición |
| -------------------------------- | -------- |
| Alemania (GfK Entertainment)     | 2        |
| Australia (ARIA)                 | 27       |
| Austria (Ö3 Austria)             | 3        |
| Bélgica (Ultratop Flandes)       | 6        |
| Bélgica (Ultratop Valonia)       | 31       |
| Canadá (RPM)                     | 44       |
| Corea del Sur (MIAK)             | 18       |
| España (AFYVE)                   | 26       |
| Estados Unidos (Billboard 200)   | 83       |
| Europa (European Top 100 Albums) | 6        |
| Francia (SNEP)                   | 91       |
| Japón (Oricon Albums Chart)      | 36       |
| Países Bajos (Dutch Charts)      | 15       |
| Reino Unido (Official Charts)    | 38       |
| Suecia (Sverigetopplistan)       | 48       |
| Suiza (Schweizer Hitparade)      | 2        |
| Lista (2001)                     | Posición |
| Canadá (RPM)                     | 173      |
| Estados Unidos (Billboard 200)   | 113      |

## Certificaciones
| País                                        | Certificación | Ventas por certificado |
| ------------------------------------------- | ------------- | ---------------------- |
| Argentina (CAPIF)                           | Platino       | 60.000                 |
| Alemania (BVMI)                             | 2× Platino    | 600.000                |
| Australia (ARIA)                            | Platino       | 70.000                 |
| Austria (IFPI Austria)                      | Platino       | 50.000                 |
| Bélgica (BEA)                               | Platino       | 50.000                 |
| Brasil (PMB)                                | Oro           | 100.000                |
| Canadá (CRIA)                               | 2× Platino    | 200.000                |
| Corea del Sur (KMCA)                        | 2× Platino    | 500.000                |
| Dinamarca (IFPI Dinamarca)                  | Oro           | 25.000                 |
| España (AFYVE)                              | 2× Platino    | 200.000                |
| Estados Unidos (RIAA)                       | 2× Platino    | 2.000.000              |
| Filipinas (PARI)                            | Oro           | 20.000                 |
| Finlandia (Musiikkituottajat)               | Platino       | 50.000                 |
| Francia (SNEP)                              | Oro           | 50.000                 |
| Hong Kong (IFPI Hong Kong)                  | 3× Platino    | 60.000                 |
| Hungría (Mahasz)                            | Oro           | 25.000                 |
| India                                       | Platino       | 20.000                 |
| Indonesia                                   | 3× Platino    | 150.000                |
| Irlanda (IRMA)                              | 2× Platino    | 30.000                 |
| Italia (FIMI)                               | 2× Platino    | 200.000                |
| Japón (RIAJ)                                | 4× Platino    | 800.000                |
| Malasia                                     | Platino       | 25.000                 |
| México (AMPROFON)                           | Platino       | 150.000                |
| Noruega (IFPI Noruega)                      | Oro           | 25.000                 |
| Países Bajos (NVPI)                         | Platino       | 100.000                |
| Polonia (ZPAV)                              | Oro           | 50.000                 |
| Portugal (AFP)                              | Oro           | 20.000                 |
| Reino Unido (BPI)                           | Platino       | 300.000                |
| República Checa                             | Oro           | 25.000                 |
| Singapur (RIAS)                             | Platino       | 15.000                 |
| Sudáfrica (RISA)                            | Platino       | 50.000                 |
| Suecia (GLF)                                | Oro           | 50.000                 |
| Suiza (IFPI Suiza)                          | 3× Platino    | 150.000                |
| Tailandia                                   | Platino       | 40.000                 |
| Taiwán (RIT)                                | 2× Platino    | 100.000                |
| Turquía (Mü-Yap)                            | Platino       | 10.000                 |
| Uruguay (CUD)                               | Oro           | 3000                   |
| Venezuela                                   | Oro           | 5000                   |
| Ventas totales por certificación: 6.378.000 |               |                        |

## Premios y nominaciones
| Premio                  | Año  | Nominado / trabajo | Categoría                                                 | Resultado | Ref.   |
| ----------------------- | ---- | ------------------ | --------------------------------------------------------- | --------- | ------ |
| Echo Awards             | 2001 | Crush              | Álbum internacional del año (grupo)                       | Ganador   | [ 82 ] |
| Echo Awards             | 2001 | «It's My Life»     | Sencillo internacional de pop-rock del año                | Nominado  | [ 82 ] |
| Grammy                  | 2001 | Crush              | Mejor álbum de rock                                       | Nominado  | [ 83 ] |
| Grammy                  | 2001 | «It's My Life»     | Mejor interpretación rock de un dúo o grupo con vocalista | Nominado  | [ 83 ] |
| MTV Europe Music Awards | 2000 | Crush              | Mejor álbum                                               | Nominado  | [ 84 ] |
| My VH1 Music Awards     | 2000 | «It's My Life»     | Vídeo del año                                             | Ganador   | [ 85 ] |